# 프레이저 스토더트

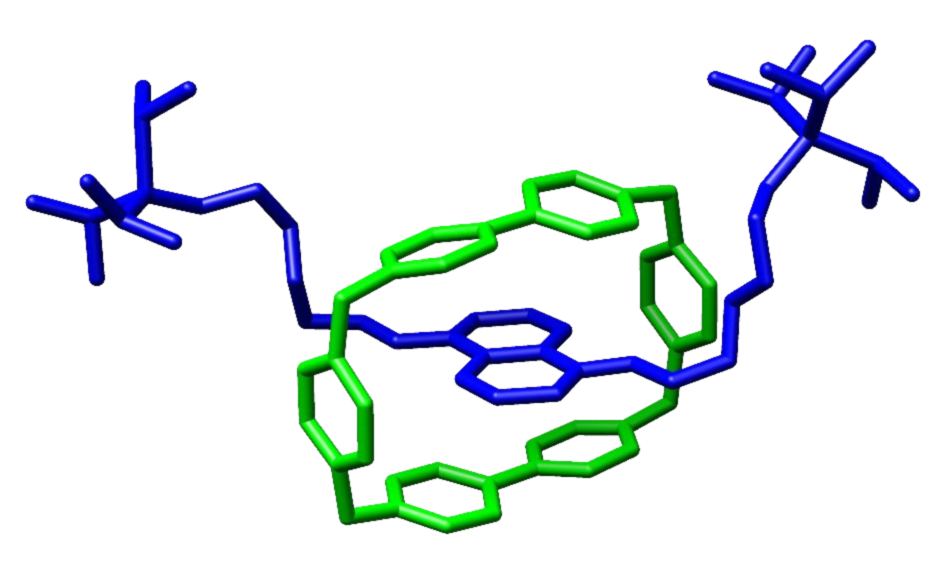
Cyclobis(paraquat-p-phenylene) macrocycle과 로탁세인의 결정 구조. 스토다트와 공동연구자가 발표.(Eur. J. Org. Chem. 1998, 2565–2571.)

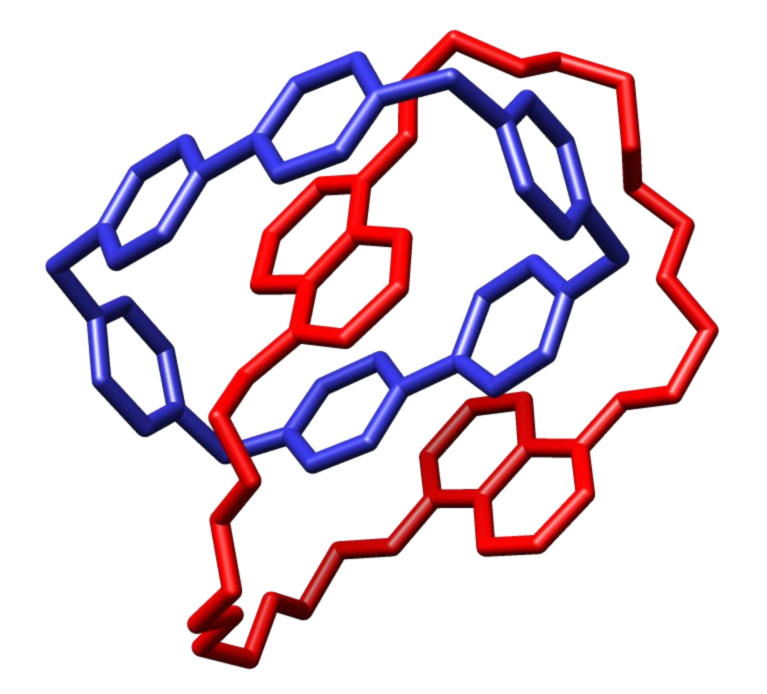
Cyclobis(paraquat-p-phenylene) macrocycle과 캐터네인의 결정 구조. 스토다트와 그 공동연구자가 발표.(Chem. Commun., 1991, 634–639.)

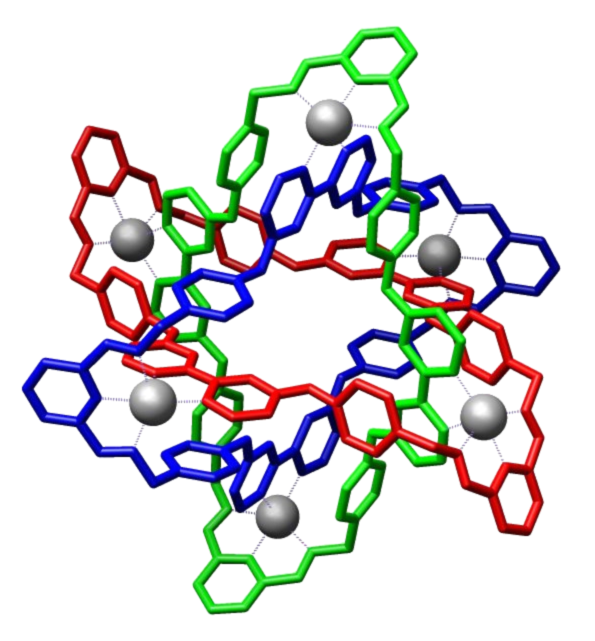
Molecular Borromean rings의 결정 구조. 스토다트와 그 공동연구자가 발표(Science 2004, 304, 1308–1312.)

제임스 프레이저 스토다트 경(영어:Sir James Fraser Stoddart, 1942년 5월 24일~2024년 12월 30일) 은 스코틀랜드의 화학자로 Trustees Professor of Chemistry의 이사이자, 미국 노스웨스턴 대학교 화학부 Stoddart Mechanostereochemistry Group의 책임자이다.
연구분야는 주로 초분자 화학과 나노 기술이며, 최근 분자인식과 분자 자가조립 공정에 활용될 수 있는 molecular Borromean ring, 카테난 및 로탁산과 같은 mechanically-interlocked molecular architectures을 연구하고 있다. 그리고 이러한 위상들이 분자 모터나 분자 스위치로서 개발될 수 있음을 증명한 바 있다.
 그의 연구팀은 또한 이러한 구조들을 나노전자기기의 제작과 나노전자기계 시스템에 적용하였다(NEMS). 그러한 기여들이 인정을 받아 2007년 King Faisal International Prize 과학부문을 포함한 수많은 상을 수상하였다.
2016년, 분자 기계의 합성 설계에 기여한 공로로 장피에르 소바주, 벤 페링하와 함께 노벨 화학상을 수상하였다.
분자 인식과 자기 조직화 분자를 이용한 카테난과 같은 기계적 연동 분자 구조의 고효율 합성을 개발했다. 그리고 이러한 토폴로지들이 분자 스위치와 분자 모터로 작동한다는 것을 입증했다.

## 경력
스코틀랜드 에딘버러에서 1942년 5월 24일 출생하였다. Edgelaw Farm에서 자라 미들로디언 캐링턴의 지역 빌리지스쿨에서 조기교육을 받고 에딘버러 Stewart's Melville College에 진학한다. 1964년 학사학위를 수여받고 나서 1967년 에딘버러 대학교에서 박사학위를 취득하게 된다. 박사학위는 아카시아의 천연수지에 대한 연구로 지도교수 에드먼드 랭글리 허스트와 D M W 엔더슨의 지도아래 취득하였다.
1967년 캐나다 퀸즈 대학에 캐나다 국립연구회의 박사후 연구원(Postdoctoral Fellow)으로 가게 되었다. 이후 화학 강의전담스태프(academic staff as a Lecturer)가 되기 전,1970년 셰필드 대학교로 ICI연구원(Imperial Chemical Industries Research Fellow)으로 가게 되었다. 1978년 캘리포니아 대학교 로스앤젤레스(UCLA)의 과학연구협의회의 초빙 선임연구원이었으며, 1978~1981까지 영국 렁컨 ICI 기업 연구소에서 안식기간후 1982년 부교수로 임명된 셰필드 대학교로 돌아왔다.
1980년 에딘버러 대학교에서 분자 이상의 입체화학에 대한 연구로 박사학위를 받았다. 1990년에는 버밍엄 대학교의 유기 화학부의 학과장으로 옮겼으며, 1993년부터 1997년까지 School of Chemistry의 책임자(Head)였다. 이후 1997년 노벨상 수상자 도날드 크램에 뒤이어 UCLA에서 사울 윈스타인 화학 교수(Saul Winstein Professor of Chemistry)로 옮기게 되었다.
2002년 7월, 캘리포니아 나노시스템 협회(California NanoSystems Institute, CNSI)의 공동 이사 대행(Acting Co-Director)직을 맡았고, 2003년 5월에는 나노시스템 과학의 프레드 카블리 체어(Fred Kavli Chair)의 자리에 올랐으며, 이후 2007년 8월까지 CNSI의 이사로 재직하였다.이후 
35년 동안 300여 명의 박사과정 학생들과 박사후 연구원들을 그의 연구실에서 지도하였다.

## 가족
- 배우자: Norma Agnes Scholan[22][23]
- 자녀: 2